# Joseph Wertheim (Fabrikant)

Joseph Wertheim, um 1870

Joseph Wertheim (geboren am 20. März 1834 in Rotenburg an der Fulda, Kurfürstentum Hessen; gestorben am 18. März 1899 in Nizza) war ein deutscher jüdischer Industrieller und Gründer der Deutschen Nähmaschinen-Fabrik.

## Jugend- und Lehrjahre
Joseph Wertheim war das fünfte Kind von Leiser Wertheim und dessen Ehefrau Merle, geb. Heß. Er erlernte ab April 1851 bei F. W. Breithaupt & Sohn in Kassel das Mechaniker-Handwerk mit der Fertigung mathematischer, physikalischer und optischer Instrumente. Nach Ende der Lehrzeit im April 1854 arbeitete er in der Leinenwaren- und Garnfabrik seines Vaters. Im Mai 1854 wanderte er nach New York aus, wo er als Lehrling in der Nähmaschinenfabrik Singer tätig war.
1858 kehrte er nach Rotenburg zurück. Nach dem Tod seines Vaters 1859 zog er 1861 nach Frankfurt am Main um. Hier stellte er Ende 1861 das erste Mal seine mitgebrachte Nähmaschine dem Frankfurter Publikum vor. Zur gleichen Zeit wurde er im Frankfurter Adressbuch als Handelsvertreter für Leinenwaren eingetragen.
Am 22. März 1862 stellte er einen Antrag an den Senat der Freien Stadt Frankfurt mit der Bitte um Erteilung des Bürgerrechtes als Handelsmann auf Grund der bevorstehenden Vermählung mit seiner Verlobten, der Frankfurter Bürgerin Rosalie Ballin. Das Bürgerrecht als Handelsmann der Freien Stadt Frankfurt wurde ihm mit der Hochzeit am 15. Mai 1862 erteilt. Am 5. Mai 1862 wurde Joseph Wertheim zum Generalagenten der amerikanischen Nähmaschinenfirma Wheeler & Wilson für den süddeutschen Raum. Bereits am 14. Dezember 1862 eröffnete er an der Adresse Zeil 26, gegenüber der Konstablerwache, eigene Verkaufsräume.

## Deutsche Nähmaschinen-Fabrik
Ende 1863 richtete er im Hause des Goldarbeiters und Tanzlehrers Karl Runkel in der Schloßgasse Nr. 7 in Hanau eine eigene Nähmaschinenfabrik ein. Hier wurden die Wheeler & Wilson Nähmaschinen in eigener Produktion hergestellt. Dies blieb nicht ohne Auswirkung auf die Verkaufszahlen von Wheeler & Wilson Nähmaschinen, die erheblich zurückgingen. Im August 1864 verlor Joseph Wertheim die Generalagentur von Wheeler & Wilson.
Am 8. August 1864 verkaufte er die einhundertste selbst hergestellten Nähmaschine. Am 4. Oktober 1865 erschien im Intelligenzblatt in den Frankfurter Nachrichten die Mitteilung, dass Joseph Wertheim an dem verflossenen Samstag in Frankfurt im Gerlach'schen Hof mit 90 Arbeitern die 1000. fertiggestellte Nähmaschine feierte. Um den erhöhten Absatzzahlen gerecht zu werden, wurden Anfang 1865 neue Verkaufsräume auf der Zeil No. 15 gegenüber dem ehemaligen Römischen Kaiser gemietet.

Wertheim-Fabrik in Frankfurt am Main im Jahr 1900

Ende 1867 erwarb er ein Grundstück in Bornheim nördlich der Bornheimer Heide und errichtete dort eine Fabrik, die 1868 die Produktion von Nähmaschinen aufnahm und rasch expandierte. Joseph Wertheim hatte mit 80 Arbeitern begonnen, drei Jahre später beschäftigte er bereits an die dreihundert. 1883 fertigten rund sechshundert Arbeiter die Stückzahl von 35.000 Nähmaschinen, von denen die meisten nach Australien und Südamerika exportiert wurde. Um die Fabrikationseinrichtungen frühzeitig unabhängig von Zulieferern zu machen, errichtete Wertheim bereits 1868 seine eigene Eisengießerei.
Am 6. Mai 1873 wandelte Wertheim seine Nähmaschinenfabrik in die Aktiengesellschaft Deutsche Nähmaschinen-Fabrik von Jos. Wertheim um, deren Anteile nur an Mitarbeiter ausgegeben wurden.
1873 ließ er sich in Bornheim an der Arnsburgerstraße / Ecke Habsburgerallee eine Villa im klassizistischen Stil erbauen. 1875 berief Joseph Wertheim zwei Geschäftsführer, Samuel Guckenheimer und Carl Wettach. 1890 trat sein ältester Sohn Ernst Wertheim in die Geschäftsführung ein.

## Politisches und Soziales Engagement
Joseph Wertheim war Mitglied der Deutschen Fortschrittspartei und einer der drei ersten Stadtverordneten, die bei der Eingemeindung Bornheims zu Frankfurt in die Stadtverordnetenversammlung einzogen. Er war Stadtverordneter vom 27. Juli 1877 bis Ende 1882 und vom 27. November 1884 bis 1890. Nach dreizehn Jahren in der Bürgervertretung lehnte er dann aus gesundheitlichen Gründen eine nochmalige Kandidatur ab.
Im Juni 1868 finanzierte Wertheim eine Betriebskrankenkasse, um im Krankheitsfall seine Mitarbeiter versorgt zu wissen. Joseph Wertheim war somit einer der Pioniere in Sachen Krankenversicherung, auch wenn es nur um die Sicherstellung der Versorgung im ortsnahen Krankenhaus ging.
Durch die Schenkungsurkunde vom 2. Juli 1896 stellte Joseph Wertheim der „Aktienbaugesellschaft für kleine Wohnungen“ 100.000 Mark zur Verfügung. 70.000 Mark erhielt die Frankfurter als Hypothekendarlehen mit der Auflage, aus dem Zinsertrag jährlich 500 Mark an den Verein für Ferienkolonien und 1775 Mark an den Verein für Rekonvaleszenten-Anstalten zu zahlen.
Des Weiteren kaufte Wertheim am 16. März 1891 das alte Mädchen-Institutshaus Hillebrand in Neuenhain bei Bad Soden am Taunus und vermietete es an den „Frankfurter Verein für Rekonvaleszentenheime“; so entstand ein Alters- und Genesungsheim für Arbeiter und Angestellte am 27. September 1891, das bis zum Ausbruch des Ersten Weltkriegs als wichtige soziale Einrichtung bekannt war.

## Tod & Nachkommen

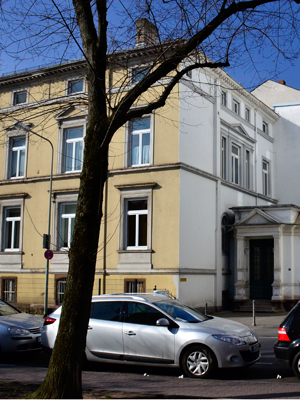
Villa Wertheim in der Arnsburgerstraße

Joseph Wertheim hatte sich seit 1890 wegen einer Schilddrüsenerkrankung zurückgezogen und lebte in südlichen Ländern. Am Samstag, den 18. März 1899 starb Joseph Wertheim im Alter von 64 Jahren in Nizza.
Auf dem Bornheimer Friedhof wurde am 30. März 1899 die Asche von Joseph Wertheim, dessen Leiche in einem Krematorium zu Paris verbrannt worden war, unter Teilnahme zahlreicher Trauergäste beigesetzt. Joseph Wertheim hatte am 28. Juni 1898 sein 45-seitiges Testament beim Königlichen Amtsgericht eintragen lassen, in dem alle Verwandten und Kinder bedacht wurden. Letztendlich blieb sein Sohn Karl als Alleinerbe in Katalonien übrig.
Aus der Ehe von Joseph Wertheim mit Rosalie (geb. Ballin) gingen zehn Kinder hervor:
1. Ernst Ludwig, geb. 2. Februar 1863, gefallen im 1. Weltkrieg
2. Sophie, geb. 1. Februar 1864, gest. 12. November 1953
3. Martha, geb. 10. Februar 1866, gest. 24. Februar 1924
4. Paul Jakob, geb. 13. Juni 1867, gest. 4. Juli 1938
5. Karl Gustav (später Carlos Vallin i Ballin), geb. 24. April 1868, gest. 20. August 1945
6. Lilie, geb. 3. Juni 1869, gest. 28. Oktober 1909
7. Richard, geb. 29. April 1871, gest. 26. Januar 1929
8. Emmi, geb. 21. Juni 1872, gest. 7. März 1909
9. Franz, geb. 15. Januar 1874, gest. 19. März 1941
10. Elsa, geb. 3. Dezember 1876, gest. Nov. 1953

1875 schickte Joseph Wertheim seinen Neffen 2. Grades und Mündel Hugo Wertheim, der am 30. August 1885 seine älteste Tochter Sophie geheiratet hatte, als Agent nach Australien. Dort baute Hugo Wertheim eine der größten Verkaufsnetze in Australien für Klaviere und Fahrräder in Melbourne auf. 1908 baute er eine Fabrik, in der ca. 400 Mitarbeiter beschäftigt waren. Er verkaufte auch auf dem ganzen Kontinent Wertheim Nähmaschinen aus Deutschland. Als Hugo Wertheim 1919 starb, leitete sein Sohn die Firma bis zum Verkauf 1935 weiter.
Im Dezember 1899 ging Joseph Wertheims Sohn Karl Gustav nach Barcelona, um in Spanien die etwa 1870 gegründete Niederlassung zu übernehmen. Karl Wertheim (der sich später in Carlos Vallin umbenannte) leitete später das gesamte Unternehmen Wertheim im Sinne seiner Eltern. Er gründete 1920 die Rápida S.A., die 1943 an die spanische Olivetti verkauft wurde.
Wertheims Sohn Paul war 1891 oder 1897 einer der ersten Karnevalsprinzen in Bornheim. Anders als die meisten Mitglieder seiner Familie blieb er auch in der Zeit des Nationalsozialismus in Frankfurt. Er beging am 4. Juli 1938 Selbstmord, weil er in ein Arbeitslager kommen sollte. Sein Wohnhaus, die Villa Wertheim, wurde 1942 aufgrund der Verordnung über den Einsatz des jüdischen Vermögens zwangsweise veräußert. Am 21. Juni 2013 verlegte die Initiative Stolpersteine in Frankfurt e. V. einen Stolperstein für Paul Wertheim.